# Arthur Devis

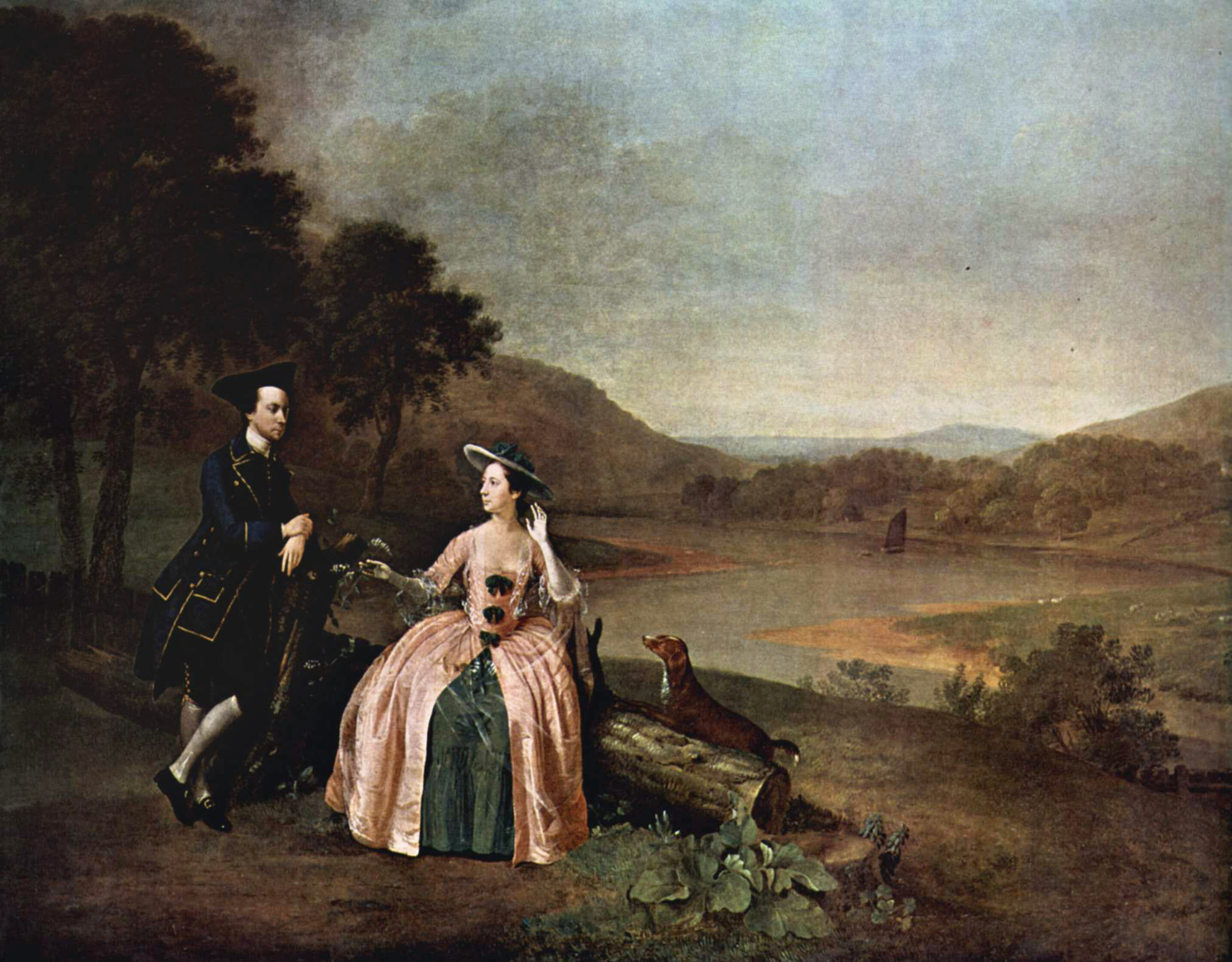
Portret państwa Strickland w Parku von Boynton Hall, 1751

Arthur Devis (ur. 19 lutego 1712 w Preston, zm. 25 lipca 1787 w Brighton) – angielski malarz znany głównie z portretów grupowych nazywanych conversation pieces.
Był uczniem i asystentem flamandzkiego malarza scen sportowych Petera Tillemansa, od 1745 posiadał na Great Queen Street w Londynie samodzielną pracownię. Tworzył niewielkie conversation pieces oraz klasyczne portrety. Zleceniodawców miał głównie wśród średnio zamożnych kupców londyńskich i właścicieli ziemskich w hrabstwie Lancashire. Jego prace odznaczają się sztucznymi pozami portretowanych osób, które często przypominają lalki, oraz delikatnym i subtelnym traktowaniem tła. Za życia artysta nie zdobył większego rozgłosu, jego prace obierane były jako staromodne, i szybko został zapomniany. Dopiero w latach 30. XX wieku twórczość Devisa zdobyła znaczną popularność wśród kolekcjonerów sztuki. Również dla historyków dorobek malarza okazał się cennym materiałem badawczym, gdyż przedstawiał portretowane osoby w ich własnych domach i otoczeniu.
Arthur Devis ożenił się w 1742 roku z Elizabeth Faulkner, małżeństwo miało 22 dzieci, z których do wieku dojrzałego dożyło tylko sześcioro. Dwaj synowie artysty Thomas Anthony Devis (1757–1810) i Arthur William Devis (1762–1822) także zostali malarzami. Również przyrodni brat Arthura, Anthony Devis (1762-1816) zajmował się sztuką i był pejzażystą.
Największy zbiór prac Arthura Devisa znajduje się w Art Gallery w Preston.